# Саммерс, Уолтер
Уо́лтер Са́ммерс (англ. Walter Summers; 2 сентября 1896, Барнстапл, Девон — апрель 1973, Уондсуэрт, Большой Лондон) — британский кинорежиссёр и сценарист, изредка выступал как продюсер.

## Биография
Уолтер Саммерс родился 2 сентября 1892 года в городе Барнстапл в семье актёров. С 1914 года стал ассистентом известного американского режиссёра Джорджа Лоана Такера, во время Первой мировой войны был мобилизован. В 1918—1919 годах был ассистентом режиссёра Сесиля Хепуорта, затем сценаристом и ассистентом режиссёра Джорджа Бертольда Сэмюэльсона. Сольную карьеру начал в 1922 году, написав сценарий для фильма «Надёжные компаньоны», а в следующем году стал полноценным режиссёром ленты «Послесвечение». Всего с 1922 по 1939 год Уолтер Саммерс выступил сценаристом к 49 фильмам, с 1923 по 1940 год — режиссёром к 38, и с 1930 по 1937 год — продюсером 6 лент.
С началом Второй мировой войны Уолтер Саммерс вновь был призван в ряды Британской армии, и после окончания военных действий к ремеслу кинематографиста не вернулся. Умер режиссёр в апреле 1973 года (точная дата неизвестна) в Лондоне в нищете и забвении.

## Избранная фильмография

### Режиссёр
- 1924 — Кто этот человек?[англ.] / Who Is the Man?
- 1926 — Нельсон / Nelson
- 1927 — Битвы за Коронел и Фолклендские острова[англ.] / The Battles of Coronel and Falkland Islands[3]
- 1929 — Потерянный патруль / Lost Patrol
- 1930 — Пламя любви[англ.] / The Flame of Love (в титрах не указан)
- 1931 — Летающий дурак[англ.] / The Flying Fool
- 1935 — Королевская кавалькада[англ.] / Royal Cavalcade
- 1936 — Сами по себе[англ.] / Ourselves Alone
- 1938 — Премьера[англ.] / Premiere
- 1939 — Тёмные глаза Лондона[англ.] / The Dark Eyes of London
- 1940 — На вилле «Роза»[англ.] / At the Villa Rose

### Сценарист
- 1923 — А доктор расскажет?[англ.] / Should a Doctor Tell?
- 1924 — Кто этот человек?[англ.] / Who Is the Man?
- 1925 — Она[англ.] / She
- 1929 — Потерянный патруль / Lost Patrol
- 1930 — Пламя любви[англ.] / The Flame of Love (в титрах не указан)
- 1931 — Летающий дурак[англ.] / The Flying Fool
- 1939 — Тёмные глаза Лондона[англ.] / The Dark Eyes of London